# پرتسشندورف
پرتسشندورف (به آلمانی: Pretzschendorf) یک منطقهٔ مسکونی در آلمان است که در کلینگنبرگ واقع شده‌است. پرتسشندورف ۴٬۰۶۹ نفر جمعیت دارد.